# Мурованка (Щучинский район)
Мурованка (бел. Мурава́нка) — деревня в Щучинском районе Гродненской области Беларуси. Входит в состав Можейковского сельсовета.

## География
Пролегают дороги Н-6484, Н-7593.
Ближайшие населённые пункты Оленковцы, Скрибовцы и др.

## История
В 1905 году в Лебедской волости Лидского уезда Виленской губернии.

## Население

### Численность
- 2009 год — 176 жителей

### Динамика
- 1905 год — 18 жителей (10 муж., 8 жен.)[4]
- 1999 год — 260 жителей (перепись населения)
- 2009 год — 176 жителей (перепись населения)[4]
- 2019 год — 138 жителей (перепись населения)

## Достопримечательность
- Церковь Рождества Богородицы (1516-1542)[5][6] —  Историко-культурная ценность Республики Беларусь, шифр 410Г000638. Православный храм. Памятник оборонительного зодчества. Имеет стилевые элементы белорусской готики с элементами ренессанса.

## В филателии и нумизматике
- Почтовая марка с изображением Церкви Рождества Богородицы (2012).